# Santiago Rubió Tudurí
Santiago Rubió Tudurí (Mahón, 1892 - Barcelona, 1980) fue un ingeniero español. 

## Biografía
Era hijo del ingeniero militar Mariano Rubió Bellver y sobrino del arquitecto Juan Rubió, así como hermano del arquitecto Nicolás María Rubió Tudurí. 
En un su juventud llegó a realizar estudios religiosos en un seminario, si bien los abandonaría pronto. Se dedicaría, por el contrario, a la ingeniería. Llegó a trabajar como ingeniero del Metro Transversal de Barcelona. Fue uno de los pioneros del transporte metropolitano en Cataluña: realizó, entre otros, la primera línea de metro de Barcelona de Lesseps a Liceu (actual Línea 3), el funicular de Montserrat y el túnel de Balmes por donde pasa actualmente la línea de los Ferrocarriles de la Generalidad de Cataluña.
Con motivo de la Exposición Universal de Barcelona de 1929 construyó el vivero de Can Borni, situado cerca del Tibidabo.
Hacia el final de la Guerra civil española se exilió junto con su familia, llegando a residir en Francia y en la Argentina. Durante su etapa argentina mantuvo una relación fluida con el Casal de Catalunya en Buenos Aires, asistiendo asiduamente a los actos organizados por el Casal. Regresaría a España, donde falleció en 1980.
Fue autor de varios libros sobre petrografía.
- Luis Abellán, José; Llorens Castillo, Vicente (1976). El exilio español de 1939 I. Taurus.
- Pons, Arnau; Škrabec, Simona (2007). Carrers de frontera. Institut Ramon Llull.
- Rocamora, Joan (1992). Catalanes en la Argentina. Centenario del Casal de Catalunya. Distribución, Librería Fausto.

- Datos: Q3472888